# Ардслі (Нью-Йорк)
Ардслі (англ. Ardsley) — селище (англ. village) в США, в окрузі Вестчестер штату Нью-Йорк. Населення — 5079 осіб (2020).

## Географія
Ардслі розташоване за координатами 41°0′49″ пн. ш. 73°50′22″ зх. д. / 41.01361° пн. ш. 73.83944° зх. д. (41.013550, -73.839381).  За даними Бюро перепису населення США в 2010 році селище мало площу 3,43 км², уся площа — суходіл.

## Демографія
Згідно з переписом 2010 року, у селищі мешкали 4452 особи в 1587 домогосподарствах у складі 1238 родин. Густота населення становила 1300 осіб/км².  Було 1639 помешкань (478/км²).
Расовий склад населення:
| - 77,9 % — білих - 16,8 % — азіатів - 2,4 % — чорних або афроамериканців - 1,3 % — осіб інших рас |

До двох чи більше рас належало 1,7 %. Частка іспаномовних становила 6,5 % від усіх жителів.
За віковим діапазоном населення розподілялося таким чином: 26,3 % — особи молодші 18 років, 55,6 % — особи у віці 18—64 років, 18,1 % — особи у віці 65 років та старші. Медіана віку мешканця становила 45,2 року. На 100 осіб жіночої статі у селищі припадало 88,4 чоловіків;  на 100 жінок у віці від 18 років та старших — 85,8 чоловіків також старших 18 років.
Середній дохід на одне домашнє господарство  становив 187 037 доларів США (медіана — 141 447), а середній дохід на одну сім'ю — 220 029 доларів (медіана — 167 014). За межею бідності перебувало 1,6 % осіб, у тому числі 0,7 % дітей у віці до 18 років та 2,1 % осіб у віці 65 років та старших.
Цивільне працевлаштоване населення становило 2369 осіб. Основні галузі зайнятості: освіта, охорона здоров'я та соціальна допомога — 34,5 %, фінанси, страхування та нерухомість — 11,4 %, мистецтво, розваги та відпочинок — 9,6 %, роздрібна торгівля — 9,2 %.